# Grand Theft Auto VI
Grand Theft Auto VI (plus communément GTA VI ou GTA 6) est un jeu vidéo d'action-aventure à monde ouvert, développé par Rockstar Games. Actuellement en cours de développement, sa sortie est prévue pour le 26 mai 2026 sur PlayStation 5 et Xbox Series,. Il s'agit du sixième jeu principal de la série Grand Theft Auto, et du dix-septième épisode de la franchise.
Cet épisode se déroulera dans l'État fictif de Leonida (inspiré de la Floride), et dont la plus grande ville est Vice City (parodiant Miami). L'histoire se concentrera sur les aventures d'un couple, Jason Duval et Lucia Caminos ; celle-ci est d'ailleurs la première femme jouable en mode solo dans la saga depuis les premiers jeux en 2D,.
Succédant à Grand Theft Auto V, sorti en 2013, deuxième jeu vidéo le plus vendu de tous les temps, ce nouvel opus est généralement considéré comme le titre le plus attendu de l'histoire de l'industrie vidéoludique et même une des œuvres les plus attendues de la pop culture. Son coût de développement (hors marketing) est d'ailleurs estimé à environ 1 milliard de dollars, ce qui en fait de loin le jeu le plus cher de l'histoire,.

## Trame

### Scénario
Jason Duval et Lucia Caminos ont toujours baigné dans le milieu criminel et la vie ne leur a jamais été facile, malgré le soleil de la Leonida. Ils découvrent d'ailleurs la face obscure de cette région lorsque les choses tournent mal, en se retrouvant au cœur d'un complot criminel qui s'étend dans tout l'État, ce qui les obligera à compter plus que jamais l'un sur l'autre pour survivre,.

### Environnement
Grand Theft Auto VI se déroule dans l'État de Leonida (État fictif inspiré de la Floride), notamment à Vice City (ville largement inspirée de Miami et Miami Beach). Cette ville figurait déjà dans les jeux Grand Theft Auto (1997), Vice City (2002) et Vice City Stories (2006) mais à une échelle plus réduite en raison des contraintes techniques de l'époque. Ces deux derniers jeux se déroulait uniquement dans une ville de Vice City des années 1980 et ne proposaient pas la découverte d'un État dans son ensemble.
Les principaux lieux de GTA VI ont été annoncés lors de la sortie de la deuxième bande-annonce, en mai 2025. L'environnement du jeu comprend ainsi, notamment, six lieux distinctifs (trois milieux urbains et trois zones naturelles).

#### Villes
- Vice City (ville inspirée de Miami), principale métropole de la carte, est décrite comme un condensé de glamour, d'effervescence et de cupidité propres à l'Amérique contemporaine. La ville sera composée de plusieurs quartiers, tels que Ocean Beach, Little Cuba, Tisha-Wocka ou encore le port de la ville, capitale mondiale des croisières. La ville sera située sur la côte est de la Leonida[9].
- Port Gellhorn (ville inspirée de Panama City), ancien centre de villégiature prisé tombé en désuétude. On y retrouve ainsi des motels miteux, des parcs d'attractions à l'abandon, ou encore des zones commerciales désertes. Une nouvelle économie a cependant émergé, à base de bière, d'analgésiques et de boissons énergisantes, au milieu d'une population peu fréquentable. Cette ville sera située sur la côte ouest de la Leonida[9].
- Ambrosia (ville inspirée de la région du lac Okeechobee, notamment Clewiston) est une bourgade industrielle très conservatrice. La raffinerie de sucre assure les emplois dans cette cité envahie par un gang de motards. Ambrosia sera située au centre de la Leonida[9].

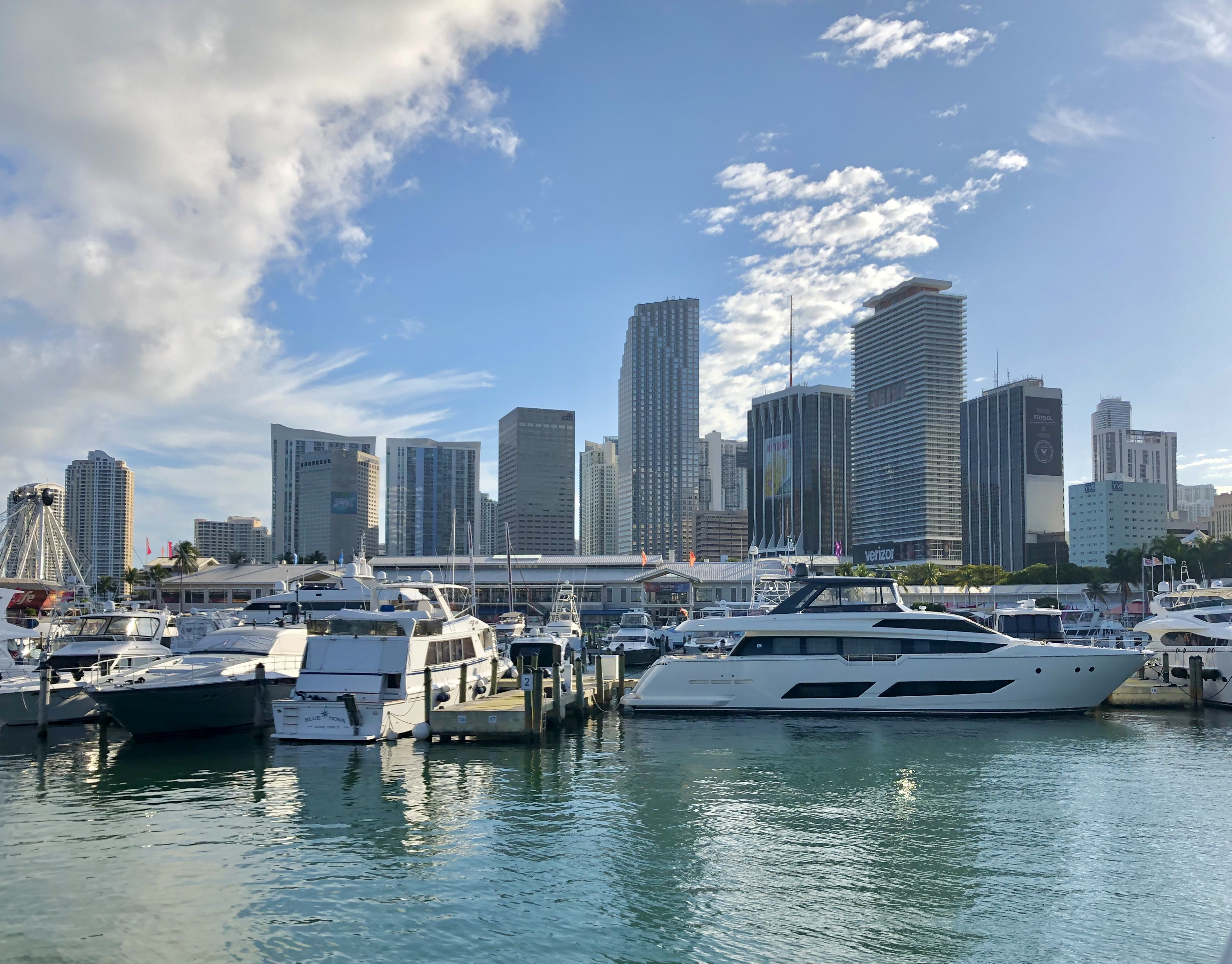
Vue sur la skyline de Miami.
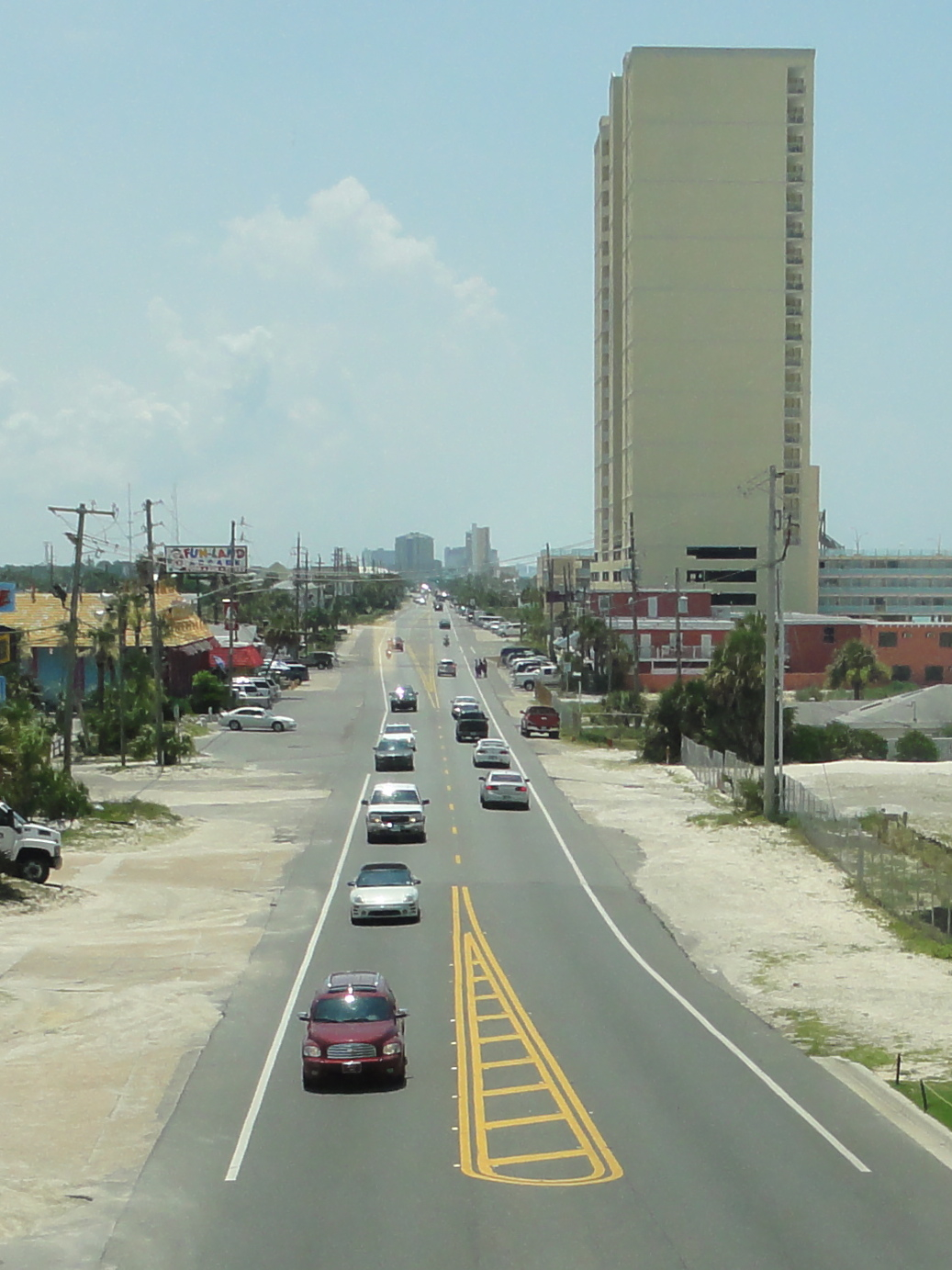
Route menant à Panama City.
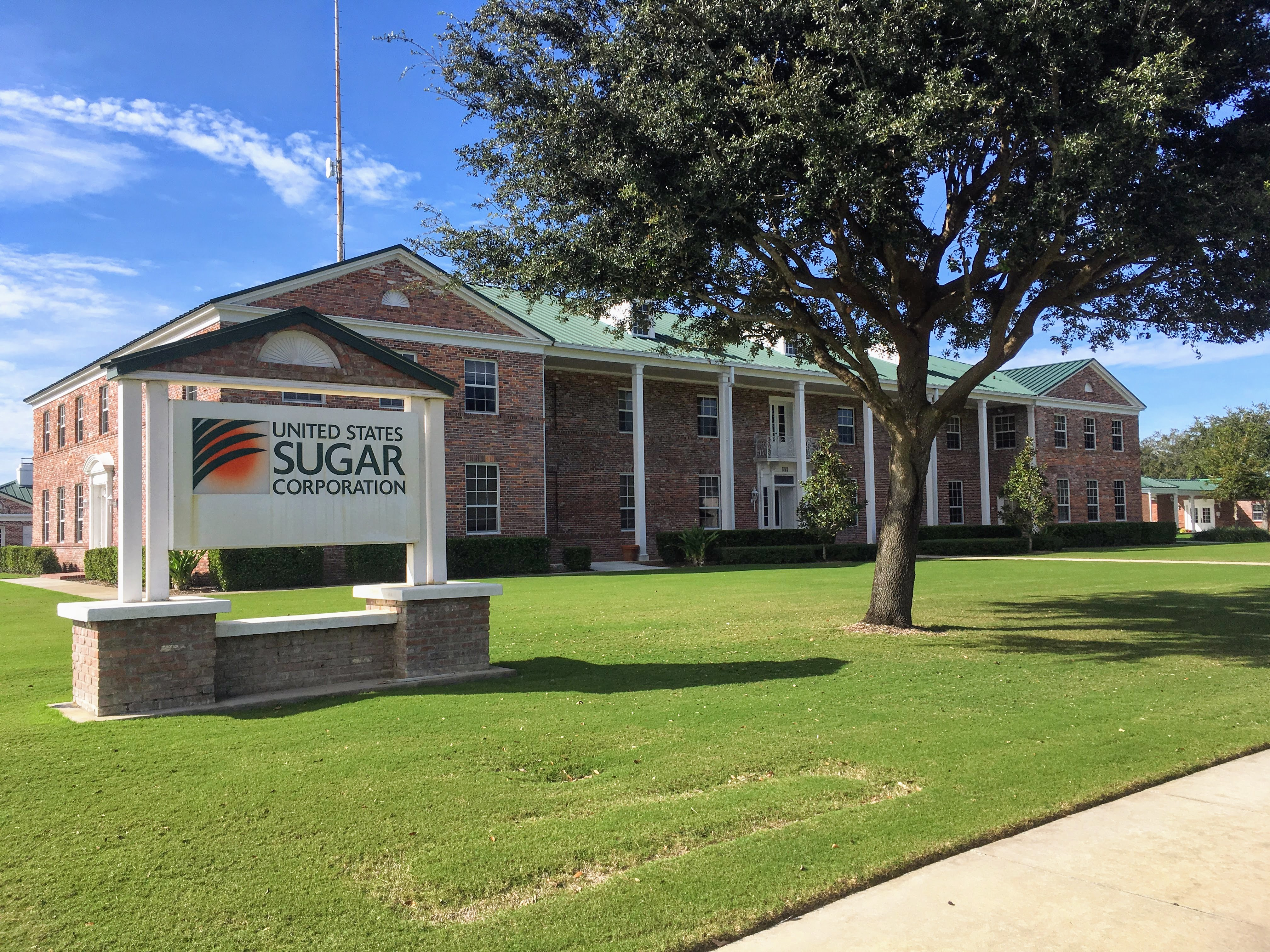
Raffinerie à sucre de Clewiston.

#### Zones naturelles
- Les Leonida Keys (inspirées par les Florida Keys) sont un archipel tropical à l'environnement paradisiaque. Les habitants et vacanciers y mènent une vie paisible bien qu'ils soient au bord des eaux les plus dangereuses de l'État. L'archipel sera situé au sud de Vice City, et s'étend dans les eaux du sud-est de la Leonida[9].
- Les Grassrivers (inspirées par les Everglades) sont une vaste étendue sauvage marécageuse composée d'une faune dangereuse, dont les alligators ne sont même pas le plus grand danger. C'est également un lieu idéal pour des découvertes étranges. Cette zone sera située à l'ouest de Vice City, englobant une grande partie du sud-ouest de la Leonida[9].
- Le parc national du Mont Kalaga (inspiré par le nord de la Floride et du Providence Canyon State Park au sud de la Géorgie) est une région montagneuse, à la frontière de l'État de Gloriana, qui abrite de magnifiques lieux de pêche, de chasse et de randonnée. Des péquenauds et extrémistes y vivent également reclus, loin du contrôle des autorités. Ce parc sera situé à la frontière nord de la Leonida[9].

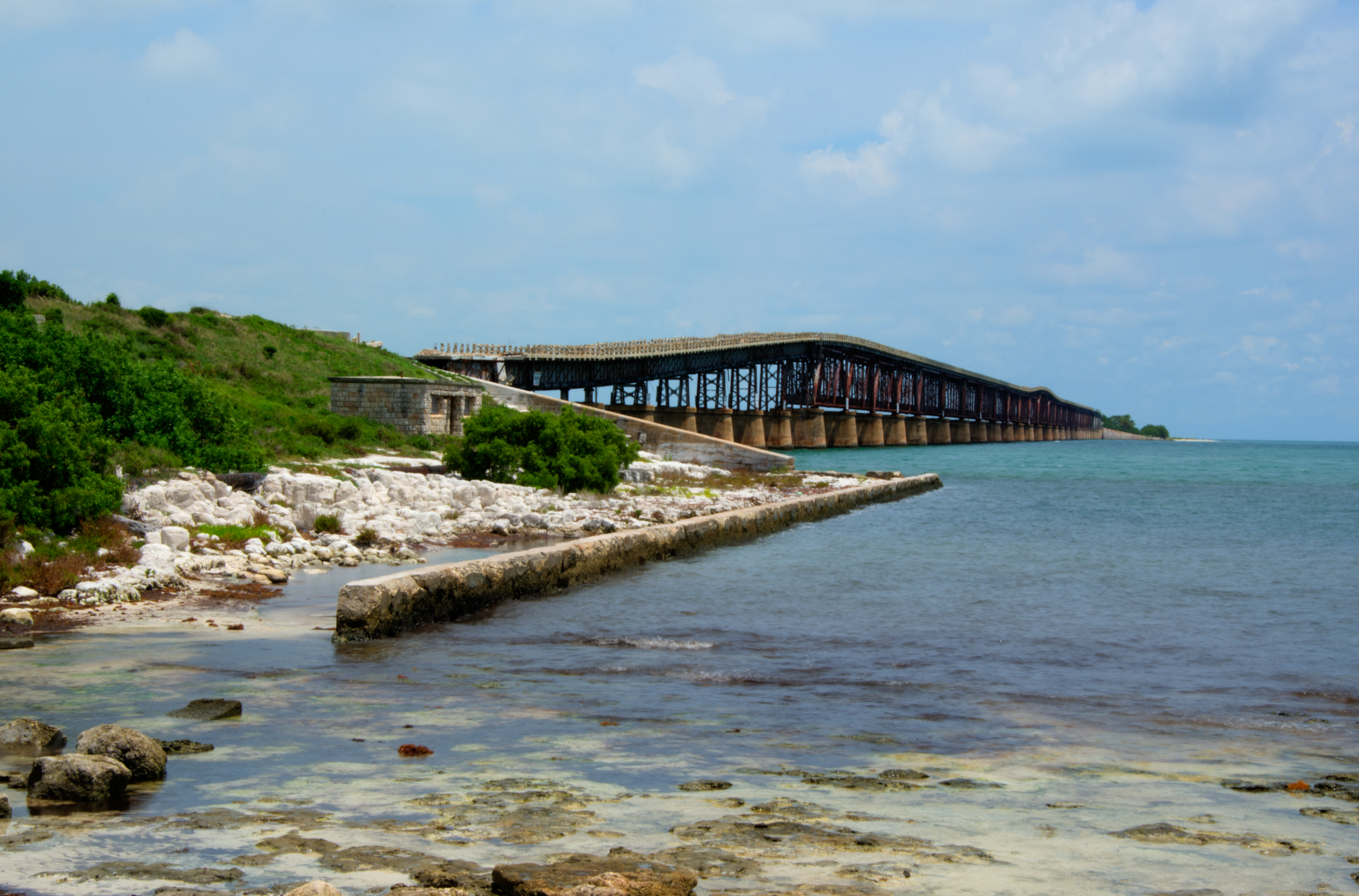
Pont dans les Florida Keys.
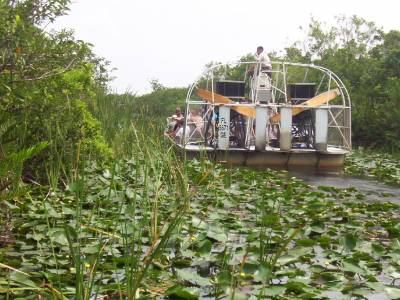
Hydroglisseur naviguant dans les Everglades.
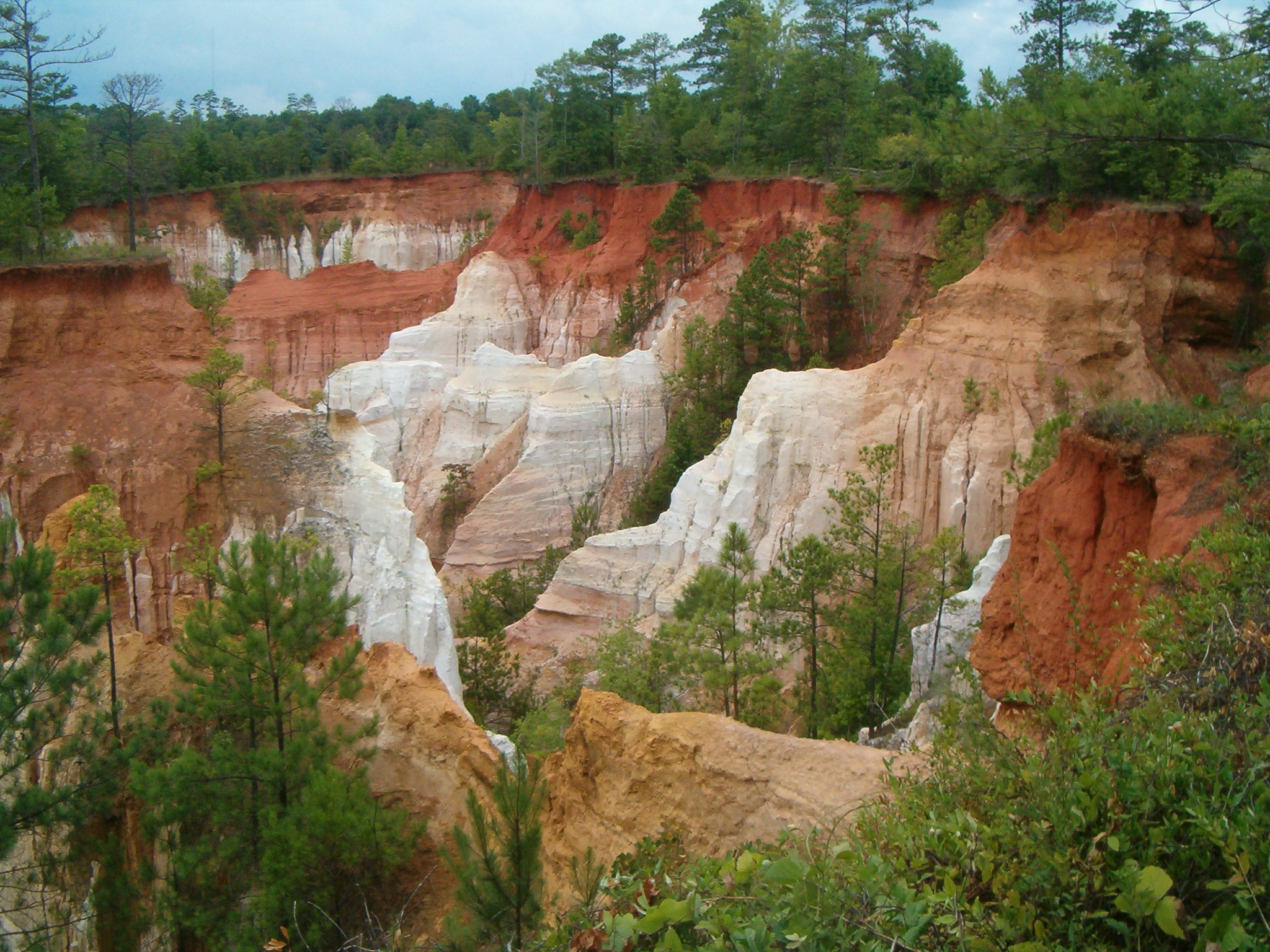
Paysage du Providence Canyon State Park en Géorgie.

### Personnages

#### Protagonistes
Le scénario suit l'aventure de deux personnages formant un couple : Jason Duval et Lucia Caminos.
- Jason Duval a connu un passé difficile. Il a grandi au milieu d’arnaqueurs et d'escrocs. Il a intégré l'armée avec l'idée de tirer un trait sur son enfance chaotique. Il se retrouve pourtant dans l'archipel des Keys, travaillant pour des trafiquants de drogue. Il rêve toutefois d'un avenir meilleur, et sa rencontre avec Lucia pourrait être la meilleure chose qui lui soit arrivée, ou la pire[9].

- Lucia Caminos, originaire de Liberty City, a longtemps lutté pour subvenir aux besoins de sa famille, jusqu'à son incarcération au pénitencier de la Leonida. Elle ne doit sa sortie que par la chance, et la moindre erreur peut lui coûter cher. Dotée d'un caractère combatif, Lucia rêve d'une vie heureuse et est prête à tout pour y arriver[9].

#### Personnages secondaires
Le couple s'appuie également sur son réseau d'amis et de rencontres afin d'arriver à ses fins. 
- Brian Heder est un trafiquant de drogue expérimenté, riche du passé fructueux de la contrebande dans les Keys. Il s'appuie notamment sur Jason comme homme de main, en échange de quoi il le laisse gracieusement vivre dans l'une de ses propriétés[9].

- Cal Hampton est un ami de Jason et également associé de Brian. Il reste souvent chez lui, passant son temps à intercepter les communications des gardes-côtes et boire des bières, s'accommodant parfaitement de sa pauvre situation[9].

- Raul Bautista est un vétéran des braquages de banques, à la recherche de partenaires prêts à risquer gros. Téméraire et ambitieux, il vise toujours plus haut[9].

- Boobie Ike est une personnalité célèbre à Vice City. Il a transformé ses activités criminelles en un empire légal d'immobiliers, possédant notamment un club de strip-tease (Jack of Hearts), un studio d'enregistrement et un label de musique. Il est particulièrement dur en affaire[9].

- Dre'Quan Priest est un jeune magouilleur qui a toujours eu pour ambition de percer dans la musique. Associé à Boobie dans le cadre de son label, il a réussi à faire signer les Real Dimez, une opportunité pour lui d'intégrer la scène musicale de Vice City[9].

- Real Dimez est un groupe de musique composé de deux amies : Bae-Luxe et Roxy. Grâce à leurs morceaux de rap osés et leur omniprésence sur les réseaux sociaux, elles ont connu un premier single à succès cinq ans plus tôt, avant de subir une série d'ennuis. En signant chez le label de Boobie et Dre'Quan, elles espèrent pouvoir connaître à nouveau la gloire[9].

## Système de jeu
Au 20 août 2025, aucune annonce officielle concernant le gameplay n'a été publiée.

## Bande-son
A ce jour la bande son du jeu reste inconnue.

## Développement

### Rumeurs

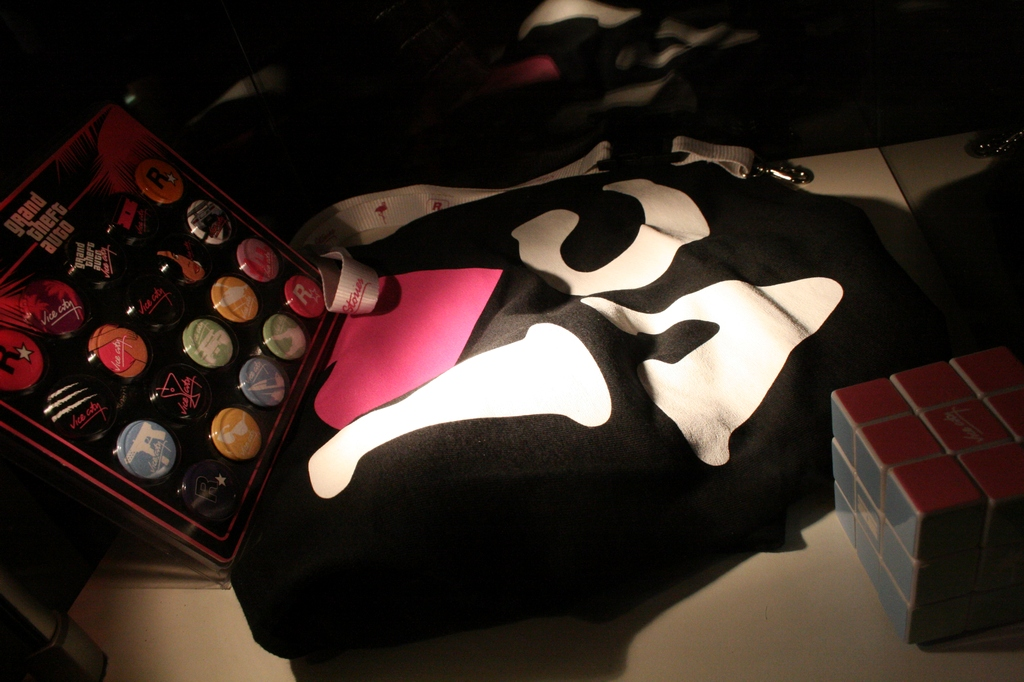
Produits dérivés de GTA: Vice City et Vice City Stories, notamment le t-shirt I Love Vice City.

À la suite de la sortie de Grand Theft Auto V en septembre 2013, le président de Rockstar North de l'époque, Leslie Benzies, déclare que la compagnie a « quelques idées » pour le prochain opus de la série.
En mars 2018, la chaîne YouTube The Know annonce que le jeu, dont le nom de code serait Project Americas, se déroulerait principalement dans la ville de Vice City, dans une version retravaillée par rapport à ses précédentes apparitions dans la série, ainsi qu'en partie en Amérique du Sud. Un personnage féminin serait également jouable.
Au moment de la sortie de Red Dead Redemption II, en octobre 2018, Dan Houser, alors encore vice-président de Rockstar Games, déclare être soulagé que le prochain GTA ne sorte pas pendant la présidence de Donald Trump, en raison du contexte politique et social du moment, où les oppositions sont exacerbées. Selon lui, la réalité dépasserait rapidement le côté satirique du jeu et la compagnie pourrait également contrarier de nombreuses personnes quoi qu'elle fasse,.
En janvier 2020, The Telegraph et TaxWatch indiquent que Rockstar a reçu l'année précédente un allègement fiscal à hauteur de 37,6 millions de livres sterling grâce à la structure du gouvernement britannique Video Games Tax Relief, permettant aux éditeurs d'obtenir un financement voire un remboursement pour le coût de développement d'un jeu. Cette réclamation est de loin la plus importante accordée pour la période 2018-2019, représentant 37 % de toutes les réclamations faites par l'industrie britannique des jeux vidéo à ce moment-là, et concernerait le nouvel opus de la série Grand Theft Auto,.
En avril 2020, le journaliste Jason Schreier de Kotaku rapporte que le jeu est « au début du développement » en tant que « version de taille moyenne » qui se développerait avec le temps afin d'éviter le crunch des jeux précédents.
En juillet 2021, Tom Henderson, connu sur les réseaux sociaux pour avoir dévoilé des informations sur des jeux en développement qui se sont vérifiées par la suite, affirme que ce nouvel opus se déroulerait dans le Vice City d'aujourd'hui, que sa carte pourrait évoluer au fil du temps comme le jeu Fortnite et qu'il ne sortirait pas avant 2025, ; Schreier confirme ces propos.

### Premières déclarations

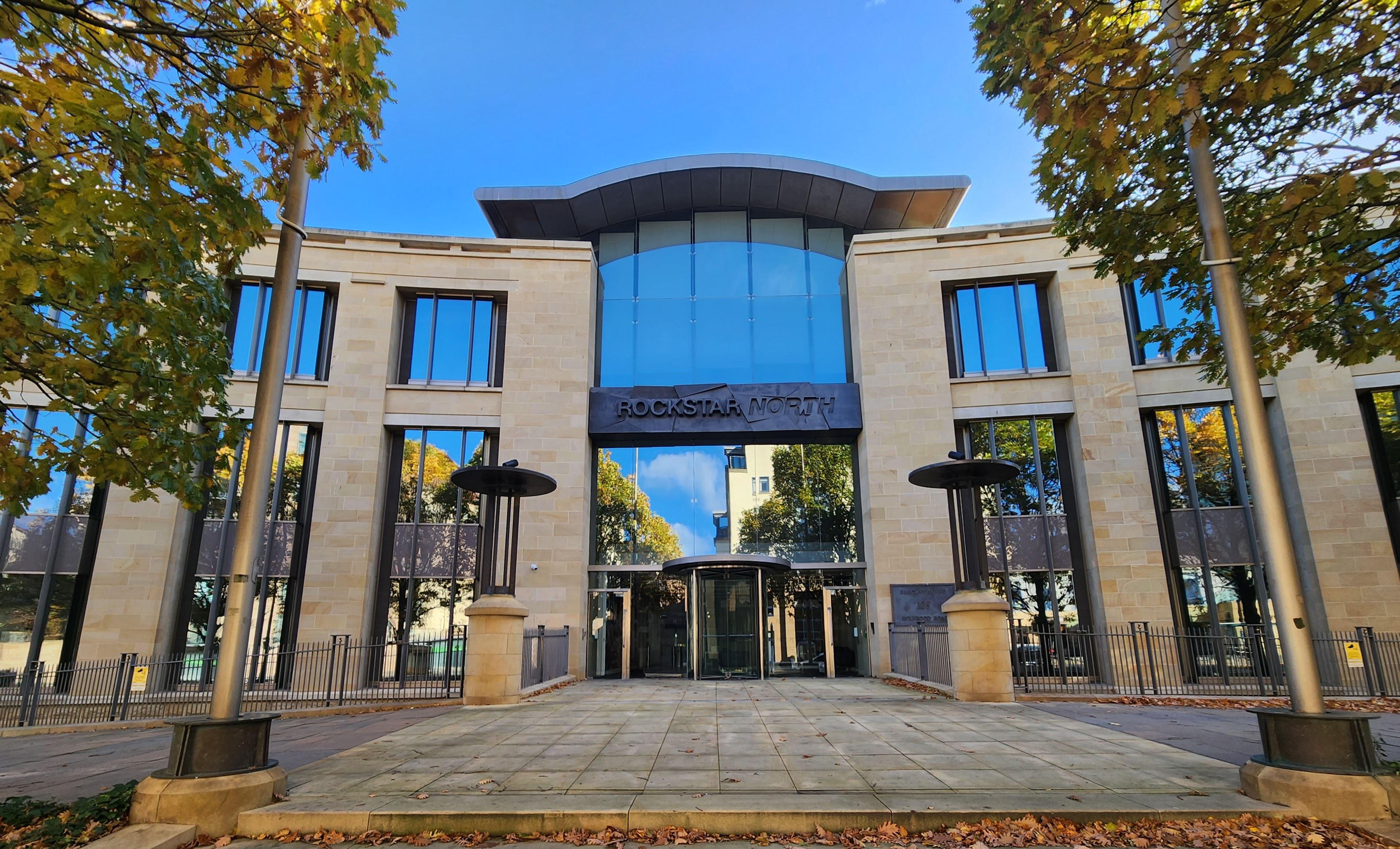
Siège de Rockstar North à Édimbourg, en Écosse.

Le 4 février 2022, Rockstar Games s'exprime pour la première fois sur le prochain opus de Grand Theft Auto (sans mentionner le titre officiel du jeu), en déclarant que celui-ci est « activement en cours de développement » et que les développeurs souhaitent « aller plus loin que ce [qu'ils ont] précédemment fait »,.
En juillet, la compagnie new-yorkaise annonce que Red Dead Online ne recevra plus de mises à jour majeures car les ressources pour son développement sont retirées afin de se concentrer sur le nouveau GTA.
Des sources de l'industrie déclarent dans la même période que Rockstar a également réaffecté des ressources après que les remasterisations prévues de Grand Theft Auto IV (2008),, et Red Dead Redemption (2010) ont été interrompues en raison des mauvaises critiques reçues par Grand Theft Auto: The Trilogy – The Definitive Edition (2021).
Peu après, écrivant désormais pour Bloomberg News, Jason Schreier rapporte que le jeu, appelé Grand Theft Auto VI en interne, est entré en développement en 2014 et mettrait en vedette un duo de protagonistes similaire à Bonnie et Clyde, dont une Latina. Il affirme que les développeurs tentent de modifier prudemment la tendance de la franchise à plaisanter sur les groupes marginalisés,.
Au mois d'août suivant, Strauss Zelnick, le PDG de Take-Two Interactive (la société mère de Rockstar Games), déclare que la compagnie de Sam Houser est « déterminée à établir une fois de plus des références créatives pour la série, notre industrie et pour tous les divertissements ».

### Piratage et fuites importantes

#### Mise en ligne de vidéos issues de versions inachevées du jeu

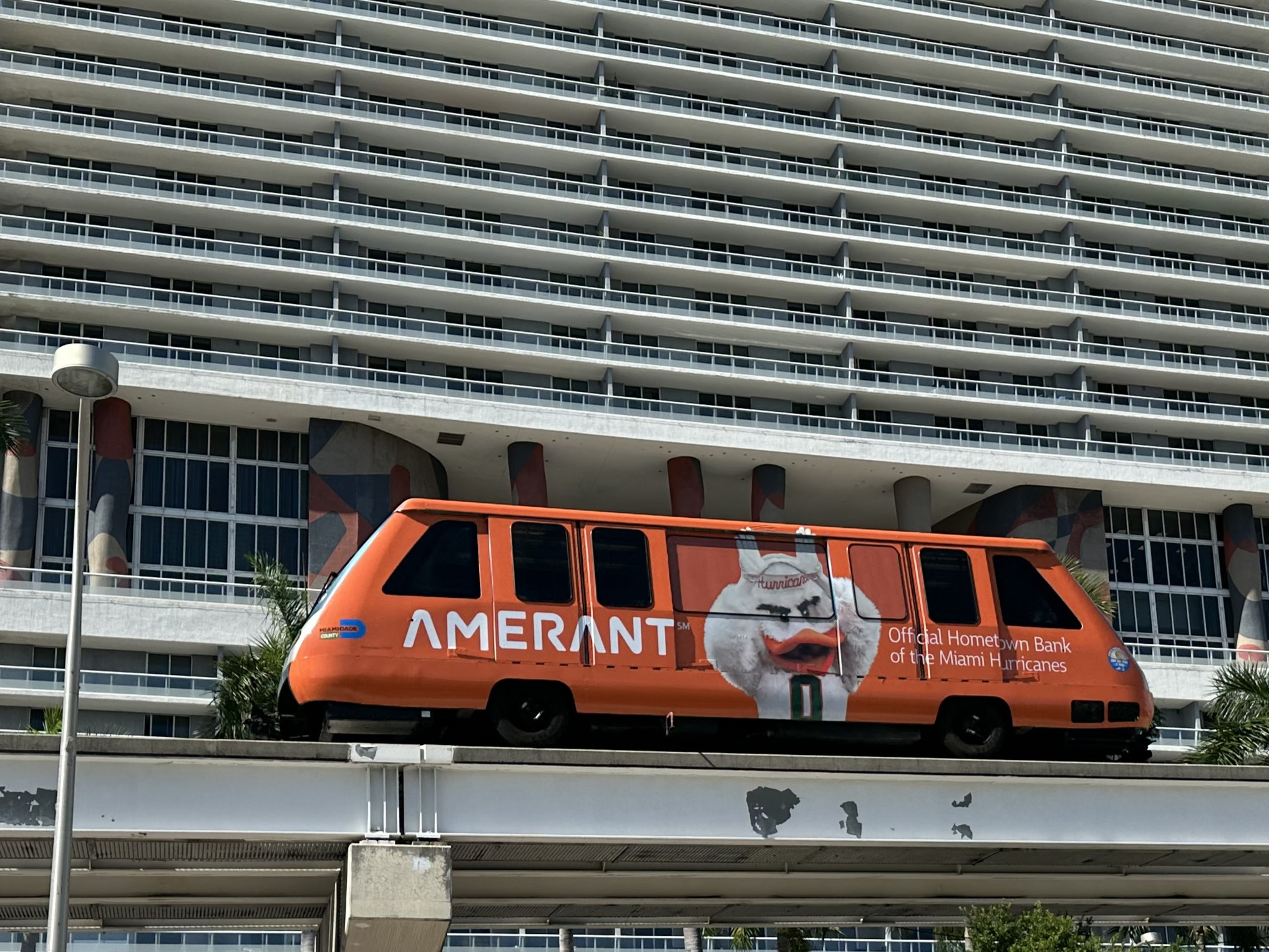
Le Metromover de Miami.

Le 18 septembre 2022, 90 vidéos montrant 50 minutes de séquences de jeu en cours de réalisation sont divulguées sur le fansite GTAForums par un membre se faisant appeler teapotuberhacker,. Jason Schreier confirme alors, via des sources internes à Rockstar Games, que les images sont réelles tandis que The Guardian indique qu'il s'agit de plusieurs étapes de développement, avec des vidéos datant d'environ un an.
Les séquences confirment que le jeu se déroulera dans une version moderne de Vice City et contiennent également des tests d'animation, de gameplay, de level design, des conversations entre les personnages, une navette automatique similaire au Metromover de Miami ainsi que des passages montrant les protagonistes, Jason et Lucia, entrant dans un club de strip-tease et braquant un diner,.
Le pirate informatique affirme alors être à l'origine de la faille de sécurité d'Uber la semaine précédente,. Il annonce également avoir téléchargé les fichiers directement à partir des groupes Slack internes de Rockstar et qu'il possède les codes sources, contenus et versions internes du nouveau jeu et de Grand Theft Auto V, menaçant par la même occasion de les divulguer.

#### Réactions

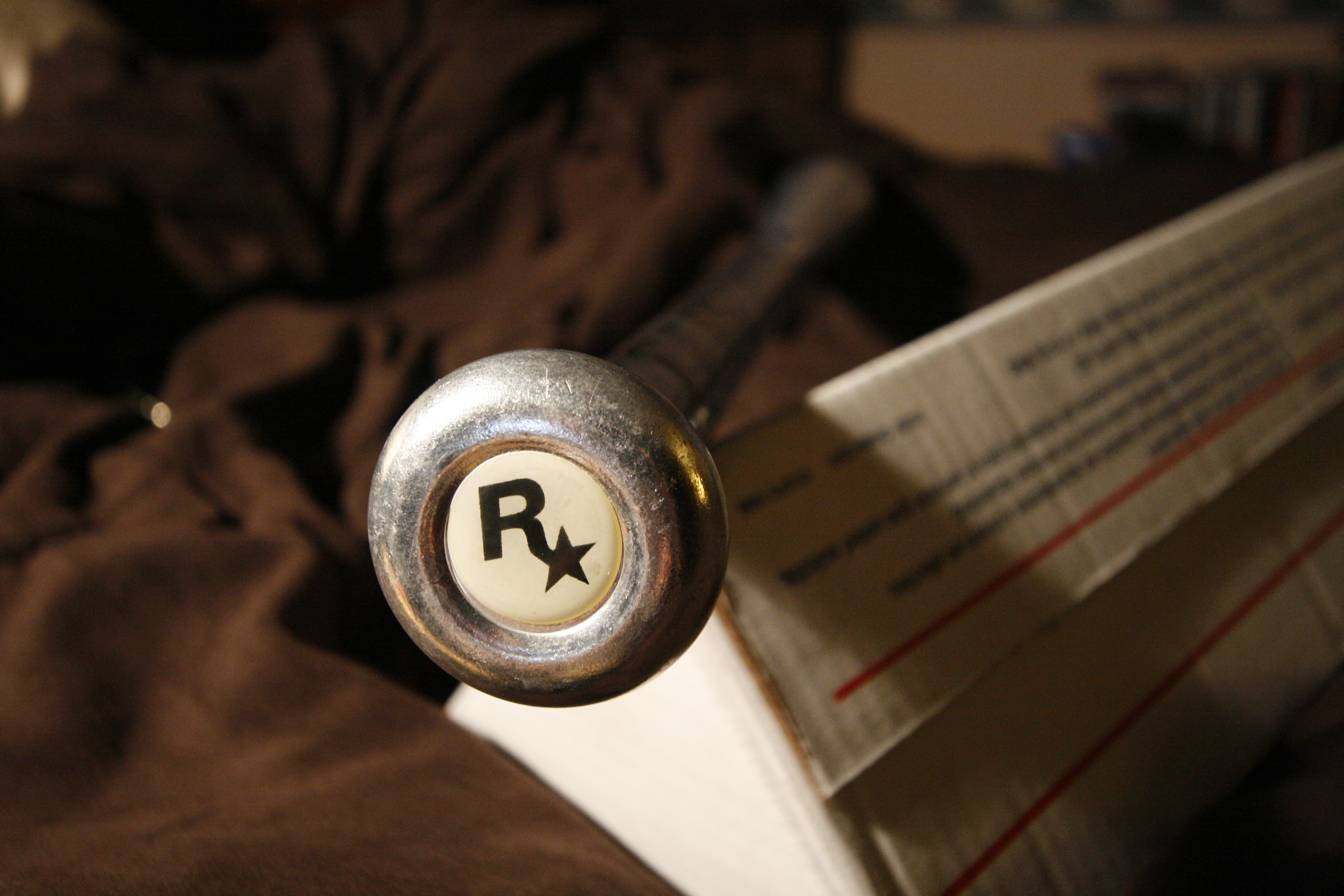
Logo de Rockstar Games sur une batte de baseball.

Take-Two Interactive répond en demandant le retrait de toute vidéo  hébergées sur YouTube montrant ou discutant des fuites, en vertu du Digital Millennium Copyright Act, et contacte les modérateurs de GTAForums et Reddit pour supprimer l'accès aux fichiers en question. Le pirate écrit qu'il « cherchait à négocier un accord » avec Rockstar Games ou Take-Two.
Plusieurs journalistes décrivent alors l'évènement comme l'une des plus grandes fuites de l'histoire du jeu vidéo,, ; Jason Schreier compare la situation à « un cauchemar pour Rockstar Games » qui pourrait limiter la flexibilité du travail à distance pour les employés,. L'analyste de Jefferies, Andrew Uerkwitz, qualifie l'évènement de « désastre de relations publiques » qui pourrait potentiellement retarder le jeu et diminuer le moral du personnel, mais indique toutefois qu'il est peu probable que cela ait un impact sur la réception ou les ventes,.
The Guardian note que les images divulguées sont largement critiquées « par des utilisateurs mal informés » en raison de leur qualité, bien qu'elles ne soient pas représentatives du produit final. Plusieurs développeurs et cadres ont fait part de leur soutien aux développeurs, en publiant notamment des images des versions de travail de leurs jeux,,, dont Cliff Bleszinski, Neil Druckmann, Rami Ismail et Alanah Pearce,,.
Le lendemain, Rockstar confirme que la fuite provient d'une « intrusion dans le réseau » et déplore la manière dont le jeu a été dévoilé pour la première fois. La compagnie new-yorkaise indique cependant que cela n'aura pas d'effets à long terme sur son développement. Take-Two Interactive ajoute que des mesures ont été prises « pour isoler et contenir cet incident ». Le cours de l'action de l'éditeur chute de plus de 6 % dans les échanges avant la commercialisation ce jour-là,, mais se redresse pendant les heures normales de négociation après la prise de parole de la compagnie. Uber reconnait alors les liens potentiels avec sa propre faille de sécurité et note qu'il travaille avec le FBI et le ministère de la Justice des États-Unis. Ces derniers pensent que le pirate est affilié au groupe Lapsus$, qui se serait introduit dans les réseaux de sociétés telles que Microsoft, Nvidia et Samsung au cours de cette année ainsi que la précédente,.

#### Arrestation du suspect et procès
Le 22 septembre, un adolescent issu du groupe Lapsus$, âgé de 17 ans originaire d'Oxfordshire, annoncé comme étant l'individu derrière le pseudonyme teapotuberhacker par Matthew Keys de The Desk, est arrêté par la police de Londres, dans le cadre d'une enquête soutenue par la National Cyber Crime Unit (en) du National Crime Agency. Selon Keys, les autorités chargées de l'application de la loi fédérale aux États-Unis ont aidé à l'enquête, et au moins deux autres individus sont soupçonnés d'être impliqués. Le suspect serait l'un des leaders de Lapsus$, qui, à l'âge de 16 ans, faisait partie des sept personnes arrêtées en mars 2022 pour suspicion de piratage de plusieurs autres entreprises, au cours desquelles il a accumulé 10,6 millions de livres sterling.
Le 24 septembre, il comparait devant le tribunal pour mineurs de Highbury Corner où il est inculpé de deux chefs de violation des conditions de sa liberté sous caution et de deux chefs du Computer Misuse Act 1990 (en). Il plaide coupable pour les premiers chefs d'accusation et non coupable pour les seconds, niant les allégations du procureur selon lesquelles il aurait utilisé un téléphone portable auquel il n'avait pas la permission d'accéder pour pirater et faire chanter des entreprises. L'affaire a été renvoyée devant une juridiction supérieure en même temps qu'une affaire « similaire », tandis que le suspect a été placé en centre de détention pour mineurs,.

#### Autres fuites notables

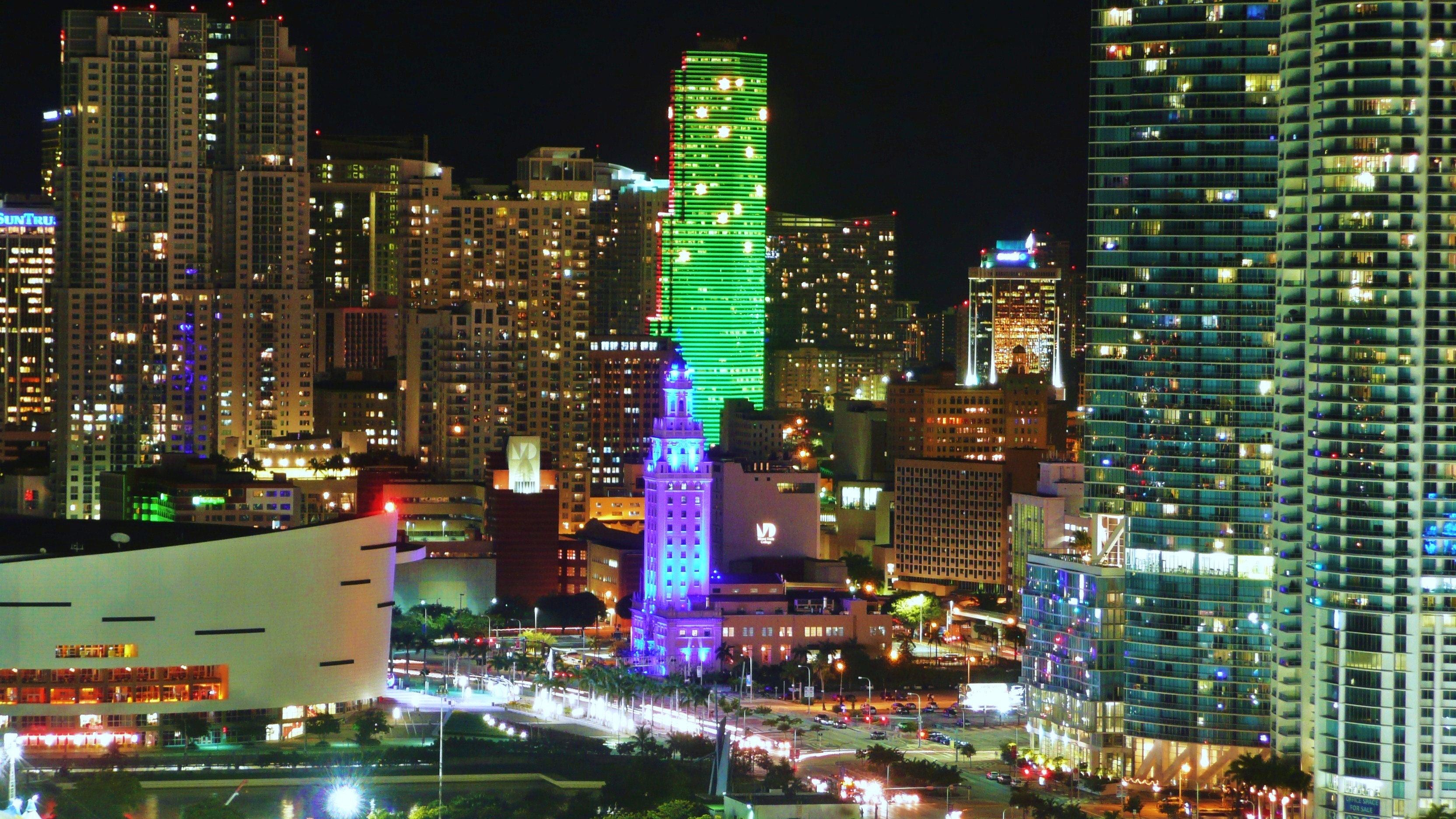
Biscayne Boulevard, au centre-ville de Miami, de nuit.

D'autres fuites importantes surviennent par la suite, après que Rockstar Games a commencé sa communication pour lever le voile officiellement sur Grand Theft Auto VI.
Ainsi, le 2 décembre 2024, durant le week-end entre l'annonce de la première bande-annonce et sa diffusion prévue, un compte TikTok appelé @azzarossi publie une courte vidéo d'un écran d'ordinateur affichant une version de développement du jeu, avec une vue panoramique à 360 degrés de la ville. Dans des messages privés, l'utilisateur donne des détails supplémentaires sur l'opus, en affirmant notamment que la carte serait deux fois plus grande que celle de GTA V et comprendrait trois grandes villes et quatre plus petites, avec au moins 70 % d'intérieurs accessibles. La source de la fuite serait le fils d'Aaron Garbut, le directeur du développement chez Rockstar North, ou l'ami de celui-ci.
La bande-annonce fuite également à son tour le 4 décembre sur les réseaux sociaux, notamment sur le réseau X (anciennement Twitter), en faible qualité et avec l'inscription « BUY $BTC » couvrant une grosse partie de l'image, obligeant Rockstar à la publier rapidement, avec un jour d'avance. Différents développeurs de la compagnie ont exprimé leur frustration devant la manière dont la vidéo a été divulguée ; le PDG de Take-Two Interactive, Strauss Zelnick, a indiqué plus tard que la situation était « décevante » mais que la fuite n'avait finalement pas nui à l'accueil du jeu ni à l'équipe de développement. En juin 2024, il a été rapporté que YouTube avait mené deux enquêtes internes, peu après la fuite de la bande-annonce, sur des employés susceptibles de violer des accords contractuels en accédant à des données backend (le label new-yorkais ayant utilisé la fonction « Première », où la vidéo est uploadée en avance et le lien est connu en amont de la diffusion).
Le 1er janvier 2025, un utilisateur de Reddit publie dans le subreddit r/GTA6 une photo et deux vidéos du jeu exécuté sur un kit de développement de PlayStation 5. D'après l'auteur des publications, les images ont été prises mi-2021 par « un employé qui travaillait dans les bureaux de Rockstar pendant plusieurs mois ». Selon Eurogamer, les environs semblent correspondre aux bureaux de Rockstar San Diego en Californie. La publication a été par la suite supprimée de la plateforme.

### Annonce officielle et première bande-annonce

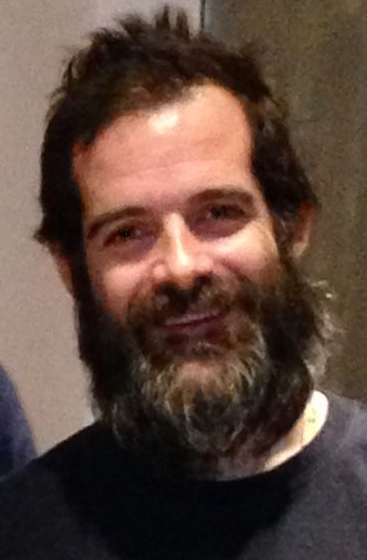
Sam Houser, le président actuel et cofondateur de Rockstar Games.

Le 17 septembre 2023, jour du 10e anniversaire de Grand Theft Auto V, Rockstar Games poste un message sur les réseaux sociaux afin de remercier les joueurs pour cette décennie de succès et conclut son propos par « à bientôt pour de nombreuses autres aventures ensemble », pouvant être perçu comme une référence au prochain opus de la série et sa présentation à venir. Le 8 novembre Jason Schreier déclare que l'annonce officielle du jeu est prévue pour la semaine en cours et que la première bande-annonce sera dévoilée en décembre, coïncidant ainsi avec les 25 ans de la compagnie.
Le 8 novembre 2023, Rockstar publie sur son site et les réseaux sociaux un message de son président, Sam Houser, concernant le 25e anniversaire du label et en profite pour annoncer officiellement l'arrivée de la bande-annonce du prochain Grand Theft Auto pour le début du mois suivant.

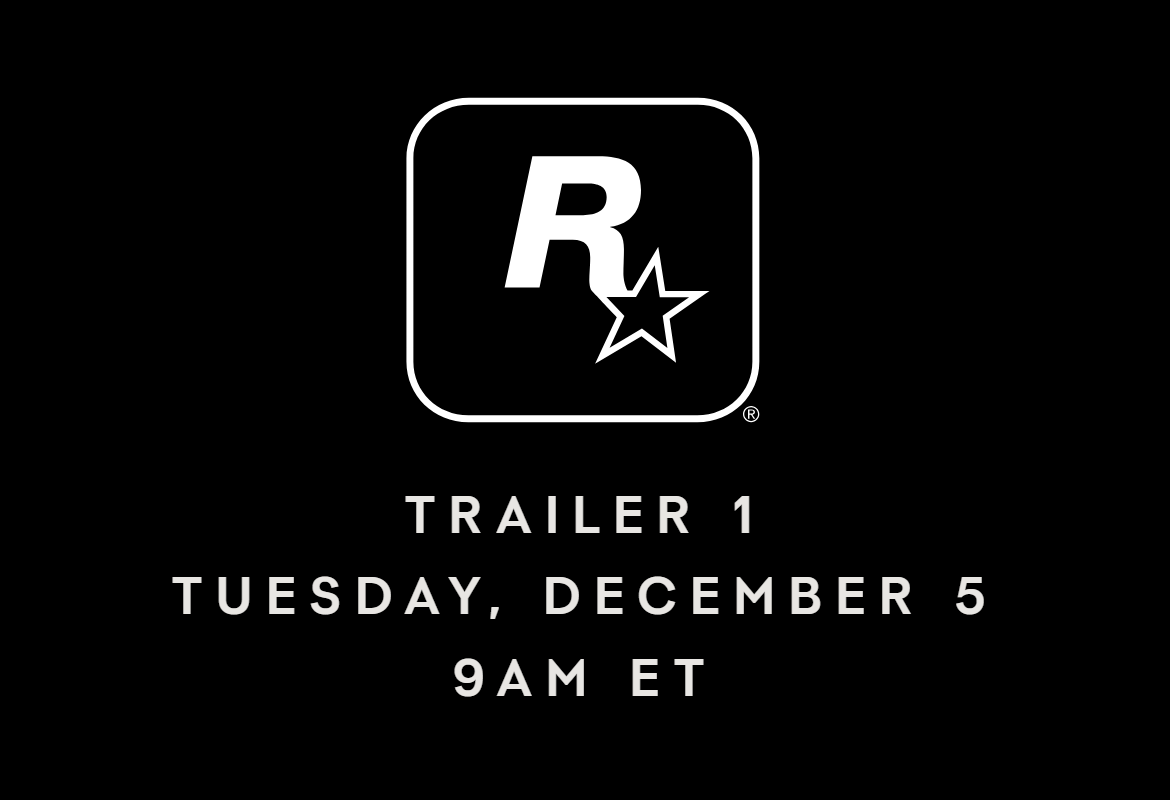
Visuel indiquant la date de la première bande-annonce du jeu par Rockstar Games en 2023.

Le 1er décembre 2023, la compagnie new-yorkaise poste sur les réseaux sociaux ainsi que son site un visuel indiquant que la première bande-annonce du jeu sera diffusée le 5 décembre à 9 h EST (soit 15 h CET),. Néanmoins, après que cette dernière a fuité sur les réseaux sociaux, notamment sur le réseau X (anciennement Twitter), celle-ci est publiée avec un jour d'avance par Rockstar Games, le 4 décembre à 18 h 10 EST (soit 0 h 10 CET le 5 décembre).
D'une durée de 1 min 30 s et utilisant la chanson Love Is a Long Road de Tom Petty, la vidéo révèle alors officiellement le titre du jeu, Grand Theft Auto VI, dont la sortie est prévue pour 2025. Ce nouvel opus se déroule à Vice City, une parodie de Miami dans la série ; la ville fait d'ailleurs désormais partie de l'État de Leonida, inspiré de la Floride, dont le territoire inclut notamment une pastiche du parc national des Everglades et de l'archipel des Keys. Le personnage principal est une femme appelée Lucia ; il s'agit d'un changement dans la franchise, les personnages jouables étant quasi-exclusivement masculins jusque-là,. Le même jour de la diffusion de la bande-annonce, Take-Two Interactive dévoile que le jeu sortira sur PlayStation 5 et Xbox Series.

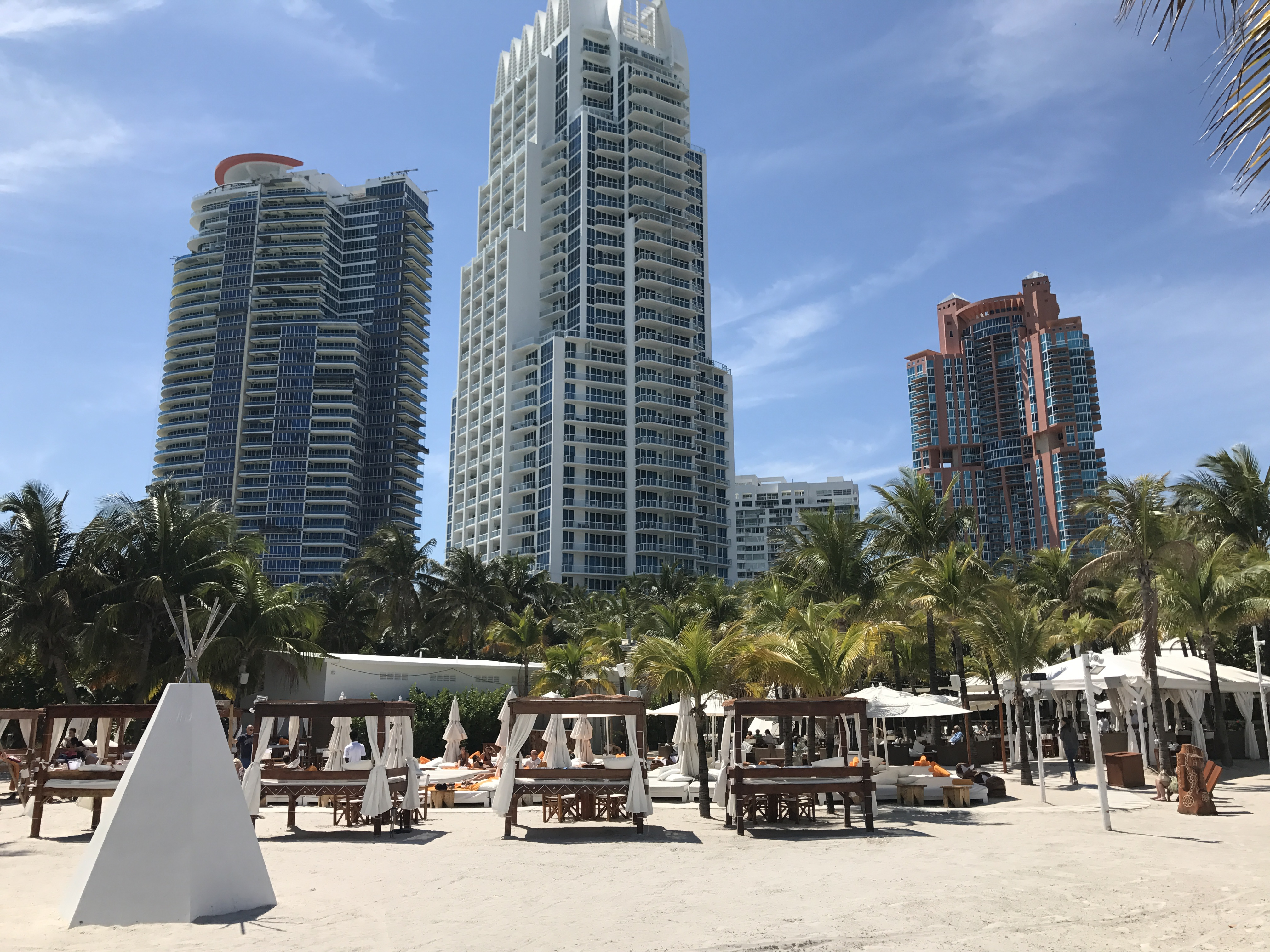
Miami Beach.

En 12 heures seulement, la bande-annonce est vue plus de 50 millions de fois sur la chaîne officielle et devient ainsi la vidéo non-musicale la plus regardée en 24 heures sur YouTube, dépassant un record établi précédemment par le youtubeur MrBeast. 24 heures après sa diffusion, la bande-annonce atteint finalement 91 millions de vues, ce qui en fait la troisième vidéo la plus vue en 24 heures sur YouTube, derrière les titres Butter et Dynamite, du groupe BTS.
Le livre Guinness des Records octroie le 6 décembre à Grand Theft Auto VI les records du « plus grand nombre de vues sur YouTube en 24 heures pour l'annonce d'un jeu vidéo », du « plus grand nombre de vues en 24 heures pour une vidéo non-musicale », et du « plus grand nombre de "j'aime" sur YouTube pour une bande-annonce de jeu vidéo » avec 90 421 491 vues et 8,9 millions de « j'aime » en 24 heures. Ces chiffres sont par ailleurs sous-évalués, puisque ne prenant en compte uniquement la bande-annonce postée sur la chaîne officielle de Rockstar Games. Ne sont donc pas comptabilisées les vues ou les « j'aime » sur des chaînes de médias spécialisés ayant reposté la vidéo, comme GameSpot (15 millions de vues supplémentaires en 24 heures) ou IGN (3 millions dans la même période).

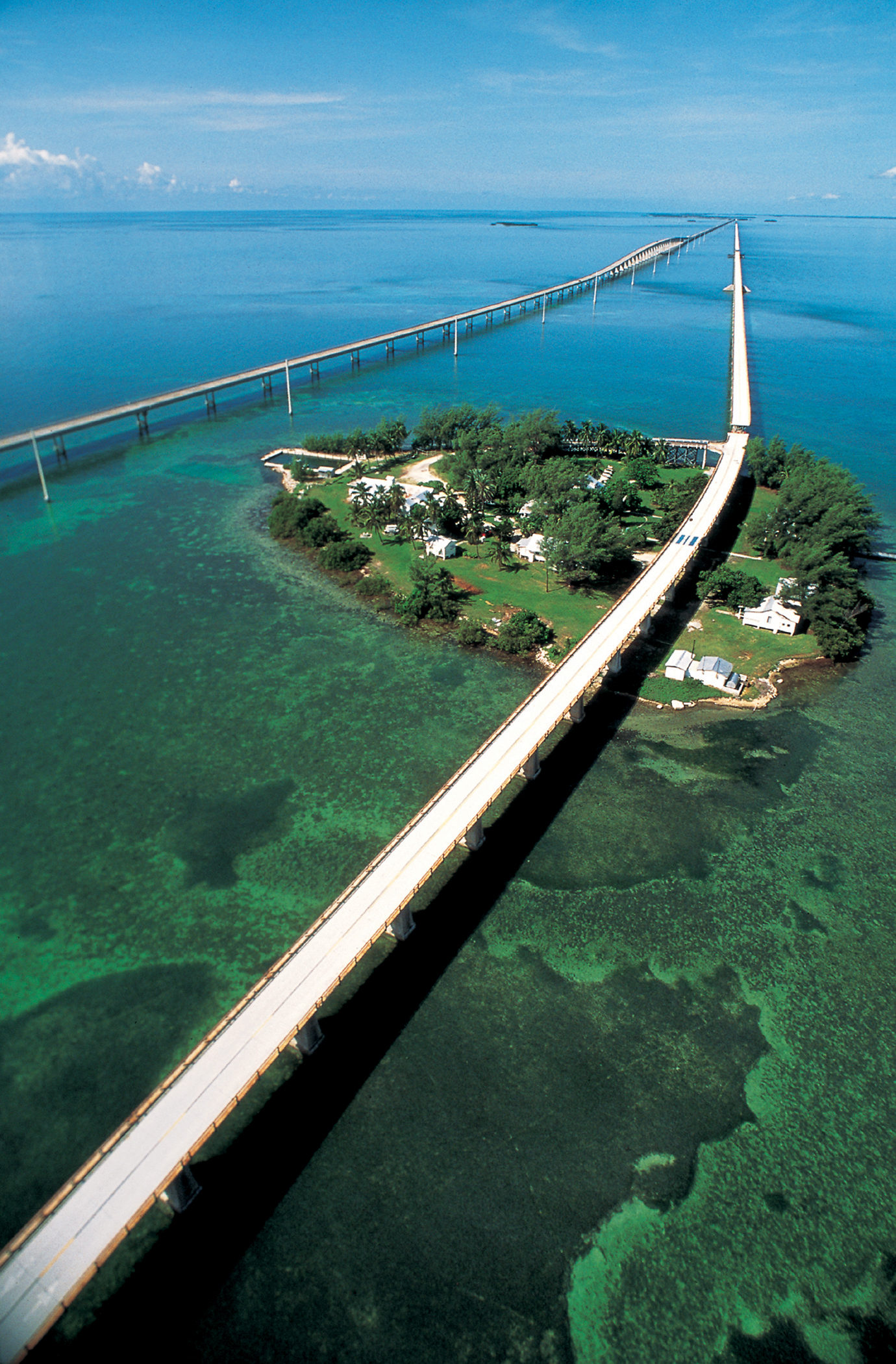
Overseas Highway, reliant l'île de Key West à la Floride continentale.

Par ricochet, la chanson Love Is a Long Road de Tom Petty connaît un succès fulgurant sur les plates-formes musicales, le nombre d'écoutes augmentant de plus de 5 000 % sur Deezer, et de près de 37 000 % sur Spotify.
Le 8 février 2024, lors de son bilan financier trimestriel suivant la première bande-annonce de GTA VI, Take-Two annonce que «  la perfection » est recherchée avec ce jeu et qu'il ne sortira que quand il sera « irréprochable créativement parlant »,.
Le 28 février 2024, dans un article sur Bloomberg News, Jason Schreier partage un courriel que la direction de Rockstar a envoyé à ses employés le jour même pour annoncer la fin du télétravail et le retour au bureau cinq jours par semaine à partir du mois d'avril alors que le jeu entre dans les dernières étapes de son développement. Cette décision, prise pour des raisons de productivité et de sécurité, a pour but d'être dans «  la meilleure position pour proposer le prochain Grand Theft Auto au niveau de la qualité et de la finition que [la compagnie sait] qu'il requiert » avec « une feuille de route correspondant à l'ampleur et à l'ambition du jeu  ».
Kotaku complète cette information le 22 mars en indiquant que la décision de l'arrêt du télétravail avait également pour but de ne pas manquer la fenêtre de sortie en interne, au printemps 2025. Cependant, le développement aurait commencé à «  prendre du retard  », au point où un lancement à l'automne suivant semblerait plus plausible et réalisable ; un éventuel report à 2026 serait également envisagé comme «  plan de repli  » ou option « d'urgence », si la situation le nécessitait.
Le 16 mai 2024, au cours d'un nouveau bilan financier trimestriel, Take-Two Interactive annonce officiellement que Grand Theft Auto VI arrivera au cours de l'automne 2025,,. L'éditeur précise également que la date de sortie sera communiquée par Rockstar Games, le moment voulu. Cette fenêtre de sortie est maintenue lors des bilans trimestriels suivants (en août et novembre 2024 ainsi qu'en février 2025).

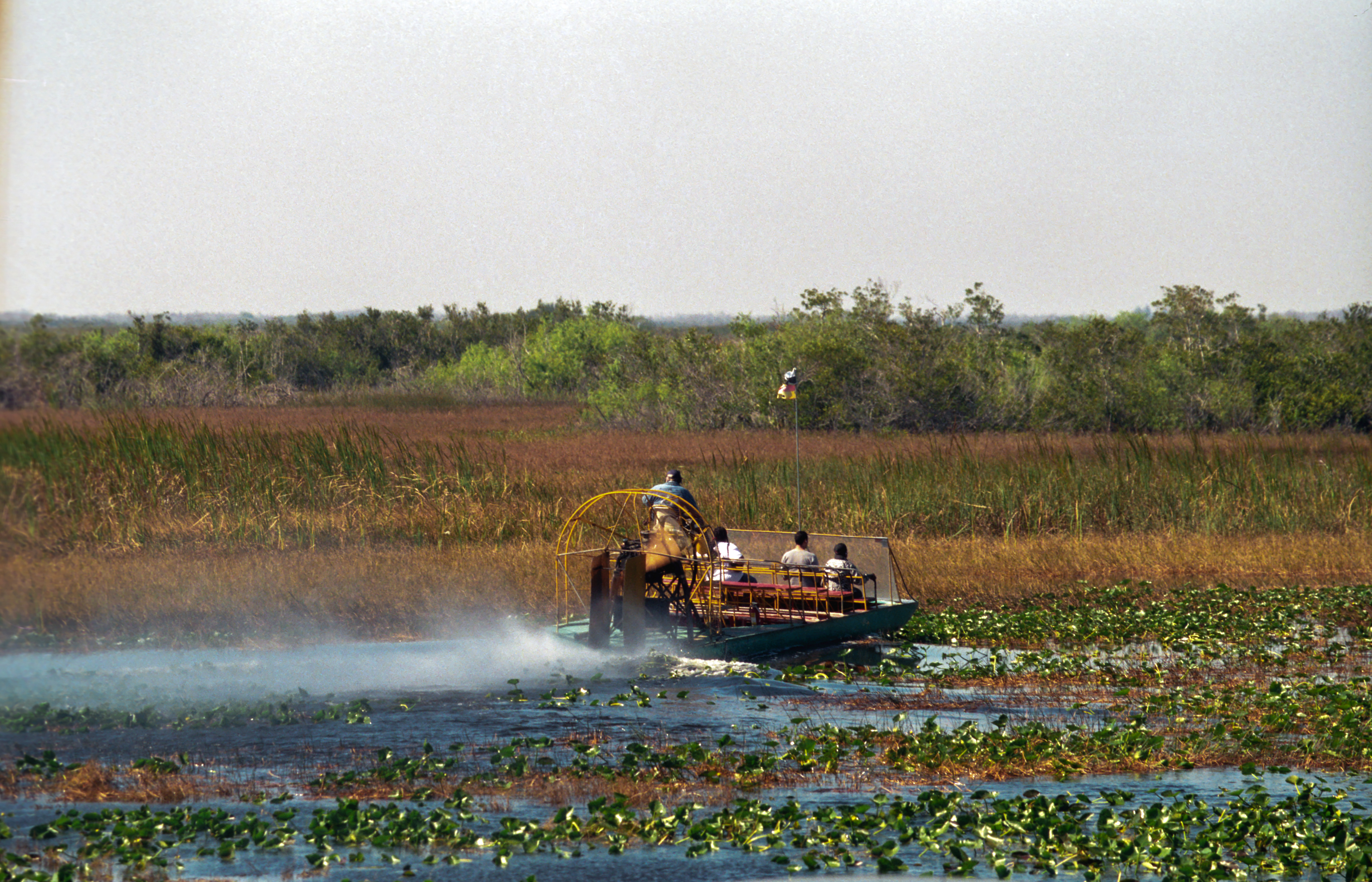
Hydroglisseur circulant dans le parc national des Everglades.

Le 9 décembre 2024, Jason Schreier est revenu sur le développement du jeu, qui a commencé véritablement à la suite de la sortie de Red Dead Redemption II, après un début de projet il y a dix ans. Rockstar a cherché à améliorer sa culture d'entreprise durant celui-ci, impliquant alors notamment le licenciement de plusieurs cadres et la volonté de rendre le temps de travail plus raisonnable, avant que le piratage massif de septembre 2022 n'oblige la compagnie à restreindre le télétravail par la suite, en début d'année 2024, provoquant des mécontentements. Le nouvel opus a également raté plusieurs dates limites en interne mais semble sur le bon chemin pour une sortie en automne 2025. D'autres éditeurs attendraient d'ailleurs le plus longtemps possible avant d'annoncer la date de sortie de leurs jeux pour ne pas se retrouver en confrontation directe avec Grand Theft Auto VI. Concernant le contenu, le journaliste réitère ses propos tenus deux ans plus tôt en indiquant que la compagnie de Sam Houser a demandé à ses scénaristes d'être moins vulgaires envers les minorités, notamment les personnes transgenres, cibles de nombreuses blagues dans les précédents jeux. Enfin, la prochaine version de GTA Online est annoncée comme importante et devant perdurer sur de nombreuses années.

### Report du jeu et deuxième bande-annonce
Le 2 mai 2025, après dix-sept mois de silence, Rockstar Games annonce à travers un communiqué sur son site web et ses comptes sur les réseaux sociaux que la sortie de Grand Theft Auto VI est désormais prévue pour le 26 mai 2026. Présentant ses excuses pour ce report, la compagnie indique que celui-ci est nécessaire pour atteindre les objectifs fixés pour un jeu aussi attendu et d'une telle ampleur, et ainsi offrir la meilleure expérience possible.
Take-Two Interactive annonce juste après soutenir pleinement le label dans son choix de consacrer du temps supplémentaire dans le développement de l'opus afin de concrétiser sa vision créative pour en faire « une expérience de divertissement révolutionnaire et à succès dépassant les attentes du public ».
Le journaliste Jason Schreier a par la suite annoncé, via son compte Bluesky, que le report du jeu semble être un réel désir de la part de la direction d'éviter un crunch brutal,.
Quatre jours plus tard, le 6 mai à 13 h 29 UTC, Rockstar diffuse une deuxième bande-annonce cinématique sur sa chaîne YouTube sans avoir communiqué au préalable, contrairement aux vidéos de ses précédents jeux,. D'une durée de 2 min 46 s et utilisant notamment la chanson Hot Together de The Pointer Sisters, celle-ci révèle le nom des protagonistes, Jason Duval et Lucia Caminos, et s'intéresse à leur histoire, de même que les personnages entourant le couple, tout en présentant différents lieux de l'État de Leonida. La deuxième vidéo d'annonce a été entièrement capturée en jeu sur une console PlayStation 5 et est composée de parts égales de gameplay et de cinématiques.
Dans le même temps, le label new-yorkais lance la page officielle de GTA VI sur son site, permettant de découvrir soixante-dix captures d'écran et dix-sept illustrations concernant les principaux personnages (outre les protagonistes, Cal Hampton, Boobie Ike, Dre'Quan Priest, Real Dimez, Raul Bautista et Brian Heder) et lieux du jeu (Vice City, Leonida Keys, Grassrivers, Port Gellhorn, Ambrosia et Mont Kalaga) ainsi que des informations à leur sujet,.
Rockstar révèle le lendemain au Hollywood Reporter que la deuxième bande-annonce a comptabilisé 475 millions de vues, sur toutes les plateformes confondues, pour son premier jour. Le label affirme d'ailleurs que la vidéo a réalisé le meilleur lancement de tous les temps, devant notamment les bandes-annonces des films Deadpool et Wolverine (365 millions de vues) et Les Quatre Fantastiques : Premiers pas (200 millions). De son côté, la chanson Hot Together a vu son nombre d'écoutes augmenter de 182 000 % sur Spotify.
Le 15 mai, à l'occasion du bilan trimestriel de Take-Two, le PDG Strauss Zelnick déclare notamment que le développement du jeu a commencé réellement en 2020, à la suite du succès de Red Dead Redemption 2, et que le budget est d'environ 1 milliard de dollars. Il indique également que le report du lancement pour mai 2026 a été décidé, et soutenu, pour permettre à la compagnie de Sam Houser de réaliser « sa vision créative sans aucune limite » pour un titre « en quête de perfection ».
| Date            | Titre original                | Musique ou chanson utilisée         | Durée      |
| --------------- | ----------------------------- | ----------------------------------- | ---------- |
| 4 décembre 2023 | Grand Theft Auto VI Trailer 1 | Love Is A Long Road de Tom Petty    | 1 min 30 s |
| 6 mai 2025      | Grand Theft Auto VI Trailer 2 | Hot Together de The Pointer Sisters | 2 min 46 s |

## Accueil

### Critiques
Les critiques de la presse spécialisée sont traditionnellement publiée peu de temps avant la sortie officielle d'un jeu. Celle de Grand Theft Auto VI est prévue le 26 mai 2026.

### Distinctions
Lors de l'édition 2024 des Golden Joystick Awards, en novembre de cette année, Grand Theft Auto VI reçoit le prix du jeu le plus attendu de l'année. Le jeu reçoit un prix similaire le mois suivant, lors des Game Awards 2024.